# Bricriu
Bricriu var i keltisk mytologi en hövding i Ulster.
Bricriu var en högdragen intrigmakare som ordnade en stor fest till kung Conchobars ära i förrädiskt syfte. Under festens gång underblåser han fientliga stämningar till dess festen urartat till full strid.